# 118. pr. Kr.
◄ | 3. stoljeće pr. Kr. | 2. stoljeće pr. Kr. | 1. stoljeće pr. Kr. | ►
◄ | 140-ih pr. Kr. | 130-ih pr. Kr. | 120-ih pr. Kr. | 110-ih pr. Kr. | 100-ih pr. Kr. | 90-ih pr. Kr. | 80-ih pr. Kr. | ►
◄◄ | ◄ | 121. pr. Kr. | 120. pr. Kr. | 119. pr. Kr. | 118 pr. Kr. | 117. pr. Kr. | 116. pr. Kr. | 115. pr. Kr. | ► | ►►
Astronomija
118. godina prije Krista bila je godina predjulijanskog rimskog kalendara. U to je vrijeme bila poznata kao Godina konzulata Katona i Rexa (ili, rjeđe, godina 636 Ab urbe condita) i Peta godina Yuanshoua. Oznaka 118. pr. Kr. Za ovu se godinu koristi od ranosrednjovjekovnog razdoblja, kada je kalendarska era Anno Domini postala prevladavajuća metoda u Europi za imenovanje godina.

## Događaji
- Lucije Cecilije Metel spaljuje Delminium
- Rimska kolonija Narbo Martius osnovana je u Gallia Transalpina.
- Drugi delmatski rat završava pobjedom Rima. Lucije Caecilius Metellus preuzima prezime Delmaticus.
- Micipsa umire, a Numidija je, slijedeći kraljevu želju, podijeljena u tri dijela, trećim kojim vladaju Micipsini vlastiti sinovi, Adherbal i Hiempsal I, te kraljev usvojeni sin Jugurta.

## Rođenja
- Lucius Licinius Lucullus, Rimski konsul (d. 56 BC)

## Smrti
- Marcus Porcius Cato, Rimski konzul i veleposlanik
- Micipsa, kralj Numidije (približni datum)

## Vanjske poveznice
|  | Zajednički poslužitelj ima još gradiva o temi 118. pr. Kr. |